# Chimmuk
Pour plus de détails, voir Fiche technique et Distribution.
Chimmuk (침묵) est un film sud-coréen réalisé par Jung Ji-woo, sorti en 2017. Il s'agit d'un remake du film chinois Silent Witness.

## Synopsis
Un père se bat pour défendre sa fille, accusée d'avoir tué son fiancé, alors que toutes les preuves sont contre elles.

## Fiche technique
- Titre : Chimmuk
- Titre original : 침묵
- Titre anglais : Heart Blackened
- Réalisation : Jung Ji-woo
- Scénario : Fei Xing et Jung Ji-woo
- Montage : Wang Sung-ik
- Production : Syd Lim
- Société de production : Yong Film
- Pays :  Corée du Sud
- Genre : Policier et drame
- Durée : 125 minutes
- Dates de sortie : 
  -  Corée du Sud : 2 novembre 2017

## Distribution
- Choi Min-sik : Yim Tae-san
- Park Shin-hye : Choi Hee-jeong
- Ryu Jun-yeol : Kim Dong-myeong
- Lee Ha-nee : Yuna
- Lee Soo-kyung : Mira
- Kim Soo-jin : le juge
- Anupam Tripathi : le manager d'usine
- Jo Han-chul : Jeong Seung-gil

## Distinctions
Le film a été nommé pour deux Baeksang Arts Awards et a reçu le prix du Meilleur second rôle féminin pour Lee Soo-kyung.